# Sam Barlow (diseñador de videojuegos)
Sam Barlow es un diseñador de videojuegos británico, conocido principalmente como el guionista y diseñador de Her Story y los dos Silent Hill producidos en Inglaterra, Silent Hill: Origins y Silent Hill: Shattered Memories. Antes de abandonar su trabajo para entregarse al desarrollo de juegos indie, trabajó como director en Climax Studios. Publicó su primer juego independiente, Her Story, en junio de 2015.

## Ficción interactiva
Barlow participó de forma activa en la escena de la ficción interactiva ya desde finales de los años 90, siendo su contribución más notable el lanzamiento de su juego Aisle en 1999. Dicho videojuego le hizo merecedor de un premio XYZZY. En la línea de los Silent Hill en los que trabajaría en un futuro, Aisle presenta un protagonista psicológicamente perturbado, una ambientación contemporánea y un núcleo optimista en su mensaje.
Durante la Game Developers Conference de marzo de 2016, Barlow anunció su inminente ingreso en la compañía Interlude, después llamada Eko, para ayudarles a desarrollar una adaptación al medio interactivo de la película de 1983 Juegos de guerra. #WarGames fue publicada en 2018.

## Influencias
El mismo Barlow declara que entre las principales influencias de su carrera se encuentran multitud de novelistas y directores de cine. En concreto, cita a Alfred Hitchcock, Luis Buñuel y J.G. Ballard a la hora de hablar de su trabajo en Silent Hill: Shattered Memories. Las dos entregas de Silent Hill en las que trabajó contienen referencias a la obra de Shakespeare (Origins contiene una representación de La Tempestad, mientras que Shattered Memories realiza constantes tributos a Noche de Reyes). Otras influencias de Barlow son David Lynch, Mark Z. Danielewski, Paul Auster, Shirely Jackson y Gene Wolfe, pero el autor a quien más frecuentemente acude el mismo Sam cuando se le pregunta es Hitchcock. Por ejemplo: "Siempre aburro a la gente hablando sobre Hitchcock, de sus técnicas y de su concepto del suspense" y "Hitchcock dijo que el terror siempre nace de la infancia, y por eso es común a todo el mundo". Además, ha citado La Mosca de Cronenberg y Cat People de Paul Schrader como ejemplos de cómo realizar una buena adaptación de una obra.

## Videojuegos
Desde su entrada en la industria del videojuego en 2002 Barlow ha trabajado en nueve títulos, de los que solo siete han sido publicados.
- Aisle (1999) (Desarrollador)
- Serious Sam: Next Encounter (2004) (Diseñador)
- Crusty Demons (2007) (Diseñador jefe)
- Ghost Rider (2007) (Diseñador jefe)
- Silent Hill: Origins (2007) (Diseñador jefe y guionista)
- Elveon (no publicado)  (Diseñador jefe y guionista)
- Silent Hill: Shattered Memories (2009) (Diseñador jefe y guionista)
- Legacy of Kain: Dead Sun (no publicado) (Director)
- Her Story (2015) (Director y guionista)
- Telling Lies (2019) (Director y guionista)[16]
- Immortality (2022) (Director y guionista)